# Valentina Zazdravnych
Valentina Zazdravnych, född 24 november 1954 i Andizjan, Uzbekistan, död 30 juni 2023, var en rysk landhockeyspelare som tävlade för Sovjetunionen.
Hon tog OS-brons i damernas landhockeyturnering i samband med de olympiska landhockeytävlingarna 1980 i Moskva.